# Benedetto sia ’l giorno, e ’l mese, e l’anno
Benedetto sia ‘l giorno, ‘l mese e l’anno è la sessantunesima lirica (RVF 61) nonché il sonetto  XLVII (47) del Canzoniere di Francesco Petrarca, scritto in occasione dell’anniversario dell’innamoramento, per celebrare il giorno e il luogo dell’incontro con la donna amata, che il poeta vorrebbe avvenuto il 6 aprile 1327 ad Avignone.

## Testo e parafrasi
| Testo | Parafrasi |
| --- | --- |
| Benedetto sia ’l giorno, e ’l mese, e l’anno, e la stagione, e ’l tempo, e l’ora, e ’l punto, e ’l bel paese, e ’l loco ov’io fui giunto da’ duo begli occhi che legato m’hanno; e benedetto il primo dolce affanno ch’i’ebbi ad esser con Amor congiunto, e l’arco, e le saette ond’i' fui punto, e le piaghe che ’nfin al cor mi vanno. Benedette le voci tante ch’io chiamando il nome de mia donna ho sparte, e i sospiri, e le lagrime, e ’l desio; e benedette sian tutte le carte ov’io fama l’acquisto, e ’l pensier mio, ch’è sol di lei, sì ch’altra non v’à parte. | Sia benedetto il giorno, il mese e l’anno, la stagione, il tempo, l’ora, e l’istante, il bel paese, e il luogo dove fui raggiunto da due begli occhi che mi hanno imprigionato; e sia benedetto il primo dolce affanno che io ebbi quando fui unito ad Amore (= mi innamorai), e l’arco, e le saette dalle quali io fui colpito, e le ferite d’Amore che raggiungono il profondo del cuore. Siano benedette tutte le volte in cui ho avuto occasione di chiamare il nome della mia donna, e i sospiri, le lacrime e la sofferenza per la sua lontananza; e benedetti siano tutti i componimenti in cui io le procuro fama, e il mio pensiero, che è rivolto a lei, a tal punto che nessun’altra donna trova spazio nella mente. |

## Struttura metrica
Il sonetto è costituito da 14 versi, divisi in quattro strofe: 2 quartine e 2 terzine. Le rime sono costituite secondo lo schema metrico ABBA-ABBA; CDC-DCD.